# بروتوكول مكافحة تهريب المهاجرين عن طريق البر والبحر والجو
بروتوكول مكافحة تهريب المهاجرين عن طريق البر والبحر والجو اعتمد مكمل لاتفاقية مناهضة الجريمة المنظمة عبر البلدان من قبل الجمعية العامة للأمم المتحدة في عام 2000. يشار أيضا إلى أنه بروتوكول تهريب. أحد بروتوكولات باليرمو الثلاثة والبعض الآخر يجري على بروتوكول منع وقمع ومعاقبة الاتجار بالأشخاص، وبخاصة النساء والأطفال وبروتوكول مكافحة صنع والاتجار غير المشروع في الأسلحة النارية وأجزائها ومكوناتها والذخيرة.
دخل بروتوكول التهريب حيز التنفيذ في 28 يناير 2004. اعتبارا من نوفمبر 2014 وقعه 112 طرق وصادق عليه 141 طرف.
يهدف البروتوكول إلى حماية حقوق المهاجرين والحد من قوة ونفوذ الجماعات الإجرامية المنظمة التي تنتهك المهاجرين. يشدد البروتوكول على الحاجة إلى معاملة المهاجرين معاملة إنسانية والحاجة إلى نهج دولي شامل لمكافحة تهريب الناس بما في ذلك التدابير الاجتماعية والاقتصادية التي تعالج الأسباب الجذرية للهجرة.